# Dameon Johnson
Dameon Johnson (né le 29 octobre 1976 à Baltimore) est un athlète américain spécialiste du 400 mètres.
En 1999, Dameon Johnson remporte la médaille d'or du relais 4 × 400 mètres des Championnats du monde en salle de Maebashi aux côtés de Andre Morris, Deon Minor et Milton Campbell. L'équipe des États-Unis établit à cette occasion un nouveau record du monde de la discipline en 3 min 02 s 83.
Son record personnel sur 400 m (salle) est de 46 s 63, établi le 27 février 1999 à Atlanta.

## Palmarès
| Année | Compétition                    | Lieu     | Place | Épreuve   |
| ----- | ------------------------------ | -------- | ----- | --------- |
| 1999  | Championnats du monde en salle | Maebashi | 1er   | 4 × 400 m |